# Bundesstraße 156
Pour les articles homonymes, voir Route 156.
La Bundesstraße 156 (abrégé en B 156) est une Bundesstraße reliant Großräschen à Bautzen.

## Localités traversées
- Großräschen
- Spremberg
- Weißwasser
- Bautzen